# Sommerau (Bas-Rhin)
Sommerau ist eine französische Gemeinde im Département Bas-Rhin in der Region Grand Est mit 1.524 Einwohnern (Stand: 1. Januar 2021).
Sie entstand als Commune nouvelle durch ein Dekret vom 8. Dezember 2015 am 1. Januar 2016 durch den Zusammenschluss der Gemeinden Allenwiller, Birkenwald, Salenthal und Singrist.

## Gliederung
| Ortsteil                         | ehemaliger INSEE-Code | Fläche (km²) | Einwohnerzahl (2016) |
| -------------------------------- | --------------------- | ------------ | -------------------- |
| Allenwiller (Verwaltungssitz)000 | 67004                 | 5,96         | 535                  |
| Birkenwald                       | 67041                 | 5,12         | 315                  |
| Salenthal                        | 67431                 | 1,34         | 218                  |
| Singrist                         | 67469                 | 3,54         | 460                  |